# Кредитный портфель
Креди́тный портфе́ль — это совокупность остатков задолженности по основному долгу по активным кредитным операциям на определенную дату.
Клиентский кредитный портфель является его составной частью и представляет собой остаток задолженности по кредитным операциям банка с физическими и юридическими лицами на определенную дату.

## Кредитный портфель и его виды
Среди традиционных видов банковской деятельности предоставление кредитов – основная операция, обеспечивающая их доходность и стабильность существования. Выдавая кредиты физическим и юридическим лицам, банк формирует свой кредитный портфель.
Существуют различные классификации кредитного портфеля, среди которых можно встретить деление портфеля на валовой (совокупный объем выданных банком кредитов на определенный момент времени) и чистый (валовой портфель за вычетом суммы резервов на возможные потери по ссудам).

## Виды кредитных портфелей
Риск-нейтральный кредитный портфель характеризуется относительно низкими показателями рискованности, но, в то же время, и низкими показателями доходности, а рискованный кредитный портфель имеет повышенный уровень доходности, но и значительный уровень риска.
Оптимальный кредитный портфель наиболее точно соответствует по составу и структуре кредитной и маркетинговой политике банка и его плану стратегического развития.
Сбалансированный кредитный портфель — это портфель банковских кредитов, который по своей структуре и финансовым характеристикам лежит в точке наиболее эффективного решения дилеммы «риск — доходность». Оптимальный портфель не всегда совпадает со сбалансированным: на определённых этапах своей деятельности банк может в ущерб сбалансированности кредитного портфеля осуществлять выдачу кредитов с меньшей доходностью и с большим риском. Делается это обычно с целью укрепления конкурентной позиции, завоевания новых ниш на рынке, привлечения новых клиентов и т. д.
Кроме того, выделяют:
• кредитный портфель головного банка и кредитные портфели филиалов; 
• портфель по кредитам юридическим лицам (деловой кредитный портфель) и физическим лицам (персональный кредитный портфель), а также портфель по кредитам другим банкам (межбанковский кредитный портфель); 
• портфель рублевых и портфель валютных кредитов и др.

## Управление кредитным портфелем банка
На фактическом состоянии клиентского кредитного портфеля сказывается принятая банком система управления им. Управление кредитным портфелем представляет собой организацию деятельности банка при осуществлении процесса кредитования, которая направлена на предотвращение или минимизацию кредитного риска. Конечными целями кредитной организации при управлении кредитным портфелем является, во-первых, получение прибыли от активных операций, во-вторых – поддержание надежной и безопасной деятельности банка.
В основе организационной структуры управления кредитным портфелем лежит принцип разграничения компетенции, то есть четкое распределение полномочий руководителей различного ранга по предоставлению кредита, изменения условий кредитной сделки в зависимости от размера кредита, степени риска и других характеристик.
В системе мер управления кредитным портфелем немаловажную роль играет разработка и проведение кредитной политики. Стратегия и тактика кредитной политики разрабатывается в центральном офисе (головном банке) кредитным департаментом (управлением) совместно с Кредитным комитетом банка. Кредитный комитет создается в каждом банке и обычно возглавляется заместителем Председателя Правления, курирующего кредитную деятельность банка. Состав и полномочия комитета утверждаются Правлением и Председателем Правления банка. В кредитной политике формулируется общая цель и определяются пути её достижения: приоритетные направления кредитных вложений, приемлемые и неприемлемые для банка виды активных операций, предпочтительный круг кредитополучателей и т.д.

## Анализ кредитного портфеля
Осуществляя кредитные операции, банк стремится не только к их объемному росту, но и к повышению качества кредитного портфеля. Таким образом, для эффективного управления кредитным портфелем необходим его анализ по различным количественным и качественным характеристикам как в целом по банку, так и по его структурным подразделениям.
Количественный анализ предполагает изучение состава и структуры кредитного портфеля банка в динамике (за ряд лет, на квартальные даты отчетного года) по ряду количественных экономических критериев, к которым относят:
- объем и структуру кредитных вложений по видам;
- структуру кредитных вложений по группам кредитополучателей (кредиты юридическим лицам, кредиты физическим лицам);
- сроки кредитов;
- своевременность погашения предоставляемых кредитов;
- отраслевую принадлежность;
- виды валют;
- цену кредитования (уровень процентных ставок).

Такой анализ позволяет выявить предпочтительные сферы кредитных вложений, тенденции развития, в том числе касательно возвратности кредитов и их доходности. Большое значение имеет сопоставление фактических остатков задолженности с прогнозируемыми, с установленными лимитами кредитования, «кредитными потолками» и т. д. «Кредитные потолки» — это верхние пределы общей суммы кредитов или их прироста, устанавливаемые для банков (иногда в индивидуальном порядке), либо лимит суммы или количества кредитов, выдаваемых одному клиенту.
За количественным анализом следует анализ качества кредитного портфеля. Сфера деятельности кредитополучателя и его тип обладают различным риском для определенных экономических условий, следовательно, и виды кредита в зависимости от объемов и целей кредитования оцениваются по-разному, что и должно учитываться при изучении кредитного портфеля банка. Для этого используются различные относительные показатели, рассчитываемые по обороту за определенный период или по остатку на определенную дату. К ним, например, относят, удельный вес проблемных кредитов во всем валовом клиентском кредитном портфеле; отношение просроченной задолженности к акционерному капиталу и др. На основе качественной характеристики кредитного портфеля можно дать оценку соблюдения принципов кредитования и степени риска кредитных операций, перспектив ликвидности данного банка. Таким образом, в любом банке состояние кредитного портфеля должно находиться под постоянным наблюдением.